# Sørsdal Knoll
Sørsdal Knoll är en kulle i Antarktis. Den ligger i Östantarktis. Australien gör anspråk på området. Toppen på Sørsdal Knoll är 81 meter över havet, eller 57 meter över den omgivande terrängen. Bredden vid basen är 5,7 km.
Terrängen runt Sørsdal Knoll är huvudsakligen platt, men österut är den kuperad. Trakten är glest befolkad. Närmaste befolkade plats är Davis Station, 12,9 kilometer nordväst om Sørsdal Knoll. 